# Acridocarpus chevalieri
Acridocarpus chevalieri är en tvåhjärtbladig växtart som beskrevs av Thomas Archibald Sprague. Acridocarpus chevalieri ingår i släktet Acridocarpus och familjen Malpighiaceae. Inga underarter finns listade i Catalogue of Life.